# Нишвил џез театарски фестивал
Нишвил џез театарски фестивал је културна манифестација међународног карактера која се традиционално од 2017. године организује и одржава сваке године у Нишу, у првој половини августа месеца у оквиру  традиционалног Нишвил џез фестивала. Фестивал је настао са циље да обједини дугогодишњу потребу Града Ниша...„да у њему заживи један такав фестивал који би у свом изразу, осим што је интернационални, био и фестивал савременог театарског израза који, је као и џез, настао крајем 20. века и наставио свој развој до данас.”

## Место одржавања
У време одржавања Нишвил џез театарског фестивала када цео град Ниш на Нишави на неки начин постаје једна велика сцена, у оквиру које јавни градски простор постаје место где се дешава уметност, одржава се и Нишвил џез театарски фестивал који поред уметничког и сценског садржаја намеће и неке нове и савремене стандарде коришћења јавних простора уопште.
А тај просто на коме се одржавају оба фестивала је у добро познатој Тврђави, на мостовима преко Нишаве, трговима, кеју уз Нишаву, дворишту Бановине, и бројним градским улицама, 

## Циљеви
Главни циљ фестивала је да користећи савремени израз Театра у 21. веку користи све технике до којих су драмски уметници и режисери представа временом у Србији и свету дошли кроз ово време.
Такође један од циљева фестивала је и да један рукопис не искључује други, како би смемо задужени могли да да дају потпуну форму која кореспондира са гледаоцима у актуелном тренутку.
Нишвил џез театарског фестивала има за циљ и да негује и афирмише све форме и изразе Позоришне уметности и афирмише све форме и изразе Позоришне уметности чију снажну везу можете наћи са музиком.
Идеја за одржавање фестивала се родила и израсла у Нишу на Нишвил џез фестивалу, као његов најприроднији след догађаја — Театар који џезира и увек допире до својих гледалаца и љубитеља музике. Поред позоришних представ овај сегмент фестивала карактеришу како радионице тако и тематски разговори.
Поред сценског дела, фестивал има и такмичарску селекцију у оквиру које се одиграва 11 представа на различитим локацијама у центру Ниша. По завршетку такмичарске селекције изабрани жири (састављен од иностраних и домаћих редитеља и професора сценских уметности) одлучује о најбољој представи у целини и најбоље коришћеној музици у представи.

## Историјат фестивала

### Први фестивал (2017)
Први Нишвил џез театарски фестивал, интернационалног карактера, одржан је у Нишу од 6 — 13. aвгуста 2017. према концепцији уметничке директорке Маје Митић из Београда, у облику представа и перформансе на тему „Испод ритма чежње” која је у себи обједињавала музику, која се ослањала на џез, његове инспирације, почетке и или савремени израз било ког облика.
Фестивал је започео Парадом уличног театра од Твршаве до Официрског дома у режији Кристијана Ал Дроубија, а наставио се представом — инсталацијом Дах театра из Београда „Жене даде”.
Све изведене фестивалске форме, које су потом следиле, протезале су се од спектакла до уличних перформанса, циркуса, плеса или представа — изложби.

### Други фестивал (2018)
На другом по реду Нишил џез театарском фестивалу одржаном под слоганом „Сањаи плаво”, у времену од 3. — 12. августа 2018. године изведано је 16 ангажованих представа са четири континента.

### Трећи фестивал (2019)
Трећи међународни Нишвил џез театарски фестивал, одржава се под слоганом „Тврђава побуне и провокација“, од 2. до 11. августа 2019. Током 10 дана биће изведено 17 представа из Србије и седам земаља из света (Норвешке, Мађарске, Индонезије, Северне Македоније, Израела, Велике Британије)  од којих су три премијере.
Као што и сам слоган фестивала наговештава „Тврђава побуне и провокација“  кроз специфичан уметнички израз, драмски уметници инмају за циљ да прикажу своју побуну против неких друштвених провокација у срединама из којих долазе.
Новина овогодишњег фестивала су три премијере од којих су две копродукције.
- Прва је „Како вам драго” Вилијама Шекспира у режији Никите Миливојевића у извођењу Народног позоришта из Ниша и Крушевачког позоришта.
- Друга премијера и копродукција је „Ћерке” са уметницом из Велике Британије Џил Гриншалд и Центром за девојке из Ниша.
- Трећа премијера је представа „Кири и Клодел” Моње Јовић у режији Ивана Јовића — настала као заједничко дело Терире продукције и Пулс театара.